# بولشه‌کورازوو
بولشه‌کورازوو (انگلیسی: Bolshekurazovo) یک شهرک در شهرستان کالتاسینسکی استان باشقیرستان کشور روسیه است.